# ローベルト・フェルスター
ローベルト・フェルスター（Robert Förster、1978年1月27日 - ）は、ドイツ・マルククレーベルク出身の自転車競技（ロードレース）選手。
スプリンター型の選手。

## 来歴
2003年、ゲロルシュタイナーに移籍
2006年
- ジロ・デ・イタリア最終第21ステージ 優勝
- ブエルタ・ア・エスパーニャ第15ステージ優勝

2007年
- ジロ・デ・イタリア第3ステージでは、150名近くに及ぶ大集団のスプリント争いとなり、アレッサンドロ・ペタッキに次いで2位となったが、後にペタッキがドーピング違反による順位剥奪を受けたことから、繰り上がって区間優勝記録に認定された。さらに同レース第5ステージにおいても、180名近くにも及ぶ集団スプリント争いを制している。

2008年
- フェーネンダール〜フェーネンダール 優勝。

2009年、チーム・ミルラムに移籍
2011年、ユナイテッドヘルスケアに移籍。
- TD・バンク・インターナショナル・サイクリング・チャンピオンシップ 3位